# Canti del caos
Canti del caos è un romanzo di Antonio Moresco pubblicato in forma unitaria da Arnoldo Mondadori Editore nel 2009. L'edizione definitiva include, con sostanziali modifiche, le prime due parti del romanzo, pubblicate rispettivamente da Feltrinelli nel 2001 e da Rizzoli nel 2003, e aggiunge una terza sezione inedita. È la seconda parte della trilogia Giochi dell'eternità, che comprende anche Gli esordi e Gli increati.

## Trama

### Parte prima
La voce narrante sta preparando il suo primo romanzo che dovrà uscire per la casa editrice diretta dal Gatto, ma l'editore è dell'opinione che sia in crisi di ispirazione, per cui lo invia dalla Musa, una donna che si incarica di motivare gli autori con metodi da professionista del sesso.
Nel frattempo il Gatto è preoccupato per la scomparsa della propria segretaria, la Meringa, e confessa al narratore che la donna era evidentemente innamorata di lui. Il romanzo comincia a prendere forma, e il narratore presenta di volta in volta all'editore i brani che scrive, tutti impregnati di forte carica erotica e tematiche sessuali esplicite.
Un ispettore di polizia di nome Lanza comincia a indagare sulla scomparsa della Meringa, interroga la Musa sui rapporti tra la segretaria e lo scrittore. L'ispettore confida al Gatto che a tempo perso scrive romanzi, e riesce a sottoporgli un suo testo intitolato “La ragazza con l'assorbente”: il protagonista è un creativo di un'agenzia pubblicitaria che sta orchestrando una campagna per il lancio di un assorbente intimo femminile; la testimonial che trova è una ragazza che fa le pulizie nel suo condominio e che ha un flusso mestruale talmente abbondante da doverlo tamponare continuamente.
Si diffonde intanto la notizia che la Meringa è stata rapita, e che i suoi rapitori l'hanno rivenduta a una gang invischiata con il giro di film del porno estremo. Pare che venga tenuta completamente avvolta nella carta stagnola, con le sole parti erogene scoperte; una bambina che lavora a film scabrosi l'avrebbe vista, avrebbe scambiato con lei qualche parola.
Intanto il romanzo si sviluppa, si moltiplicano i nuovi personaggi che l'autore illustra al Gatto: ognuno di loro parla in prima persona in un breve capitolo definito “canto”, per esempio Canto della donna che urla, Canto delle esplose, Canto di Principessa etc. Il romanzo scritto dall'ispettore Lanza si mischia con la realtà, i suoi personaggi interagiscono con le persone vere. Il protagonista del suo libro, il creativo (l'art), riesce a ritrovare la ragazza con l'assorbente, a sua volta finita in un giro di film porno estremi, e la riporta a casa. Un suo informatore però gli rivela che la Meringa sarà uccisa sul set, durante i lavori di uno dei film estremi, e chiede la collaborazione del narratore (che il Gatto nel frattempo ha cominciato a chiamare “Il Matto”) per liberarla. Lo fa salire su un aereo per Parigi, poi da lì a Ostenda, poi in Germania e fino negli Stati Uniti perché gli ambigui personaggi che girano intorno al traffico di snuff movies si spostano rapidamente per eludere la caccia. Il Matto si ritrova a Los Angeles, dove prende l'autobus per Pasadena.
Alla fine, come in una catarsi, la ragazza assorbente viene liberata e, uscita dalla schiavitù dei sedativi, riconosce il suo salvatore. Al tempo stesso con un colpo di mano a sorpresa il Gatto, l'editore, prende il posto del Matto come autore della storia.

### Parte seconda
La seconda parte è quasi interamente raccontata in prima persona dal punto di vista del Gatto, sostituito nelle pagine finali dall'ideatore di videogiochi e poi dalla Meringa.
Subentrato al Matto, che finalmente ha liberato la sua Meringa, è l'editore a scrivere la storia nella quale si intrecciano anche i personaggi di fantasia creati dall'ispettore Lanza. Le storie si complicano, un'intera galleria di personaggi più o meno grotteschi si intersecano in un arabesco di vicende: lo stupratore di donne gravide; l'uomo che pesta le merde per strada, e ha le suole ispessite dai residui: è lui che protegge l'Interfaccia, una donna incinta, dal violentatore di donne gravide; il ginecologo spastico; la ragazza con l'acne, che concorre a una selezione dell'agenzia di pubblicità per cui lavorano l'art e il copy.
Il Matto e la Meringa lasciano insieme la città; le storie si infittiscono, ogni personaggio incontrato ha il suo Canto, e altri personaggi incrociati nella narrazione stessa diventano autori di altri Canti. Molte storie vengono raccontate durante un brief che ha luogo tra il Gatto, l'art, il copy e il creativo e le loro donne. Sembra che il committente della nuova campagna pubblicitaria sia Dio in persona, che al termine si presenta in effetti, con il volto coperto da una maschera di porcellana. La Meringa arriva a sua volta al brief e rivela che in realtà era lei a tirare le fila del rapporto editoriale tra il Matto e il Gatto.

### Parte terza
Nella terza parte la trama si distrugge; ci sono ancora gli stessi personaggi e ne appaiono di nuovi, che prendono il nome da metropoli asiatiche e un numero d'ordine: Sydney 1, Benares 2, Chongqing 3, Tokyo 4, Shanghai 5, Shenzhen 6, Uėlen 7, Semarang 8. A mano a mano che la narrazione procede, le preoccupazioni linguistiche hanno il sopravvento sulla trama.
Si fa strada anche la questione dell'«increazione», che dà il nome al successivo romanzo. I personaggi si muovono in uno spaziotempo che a loro appare congelato, immobilizzato, dove il passato si confonde con il futuro, e anche i tempi verbali della narrazione riflettono questa deformazione. In un “canto” lo stesso autore Antonio Moresco si rivolge al lettore usando il proprio nome.
La fine è in un certo senso catartica: tutti i protagonisti vengono investiti uno dopo l'altro da un'automobile guidata dal personaggio dell'investitore, già apparso in precedenza, che conta in questo modo di inviarli nell'increato.

## Personaggi
- il Gatto, editore.
- la Musa, con metodi da prostituta d'alto bordo, si preoccupa di far ritrovare l'ispirazione letteraria agli scrittori che le invia il Gatto.
- la Meringa, segretaria nella casa editrice del Gatto, alla fine della seconda parte si scopre che il suo nome è Leonarda.
- l'ispettore Lanza, indaga sulla scomparsa della Meringa; è anche uno scrittore a tempo perso, autore di un romanzo intitolato “La ragazza con l'assorbente”
- La ragazza con l'assorbente, ha un flusso mestruale potente e ininterrotto, all'inizio è un personaggio del romanzo dell'ispettore Lanza.
- l'art, nella prima parte è un personaggio del romanzo dell'ispettore Lanza, poi sembra diventare reale: è il creativo di un'agenzia pubblicitaria
- il copy, è un collega dell'art e vive la stessa trasformazione
- l'account, collega dell'art e del copy.
- Aminah, una donna mutilata di braccia e gambe

## Edizioni
- Antonio Moresco, Canti del caos, Feltrinelli, Milano, 2001, pp. 393.
- Antonio Moresco, Canti del caos  – Seconda parte, Rizzoli, Milano, 2003, pp. 410.
- Antonio Moresco, Canti del caos, Mondadori, Milano, 2009, pp. 1072.
- Antonio Moresco, Canti del caos, Feltrinelli, Milano, 2024, pp. 1088.